# Sardščina
Sardščina ali sardinščina (sardinsko sardu/sadru [ˈsaɾdu/'sadru], limba sarda [ˈlimba ˈzaɾda] ali língua sarda [ˈliŋɡu.a ˈzaɾda]) je glavni avtohtoni romanski jezik, ki ga govorijo Sardi na Sardiniji. Veliko romanistov  ga obravnava kot najbližjega naslednika latinščine. Jezik vključuje tudi pred-latinski (večinoma paleo-sardski in v veliko manjši meri punski) substrat ter bizantinski, grški, katalonski, španski in italijanski superstrat, ki je posledica priseljevanj, jezikovnih vplivov in političnih odločitev. 
Sardščina in drugi otoški jeziki so bili leta 1997 z regionalnim zakonom  priznani kot samostojni jeziki. Leta 1999 je bila sardščina s še dvanajstimi drugimi "zgodovinskimi jeziki manjšin" z državnim zakonom 482/1999  priznana kot manjšinski jezik. Sardščina je kljub vitalni sardsko govoreči skupnosti po Unescovih kriterijih uvrščena v skupino "definitivno ogroženih" jezikov. Sardščino je leta 2007 govorilo 68,4% predvsem starejših otočanov in  manj kot 13% otrok.